# 원령 (영화)
"원령"은 2014년에 개봉한 한중 합작 영화이다.

## 캐스팅
- 홍수아 : 설련 역
- 강조 : 훠즈 역
- 팽릉 : 허지엔 역
- 예모사 : 정지엔 역
- 담리나 : 닝멍 역
- 서열 : 두두 역
- 고태우 : 샤오탄 역